# Zabójstwo przy moście
Zabójstwo przy moście (ang. The Problem of Thor Bridge) – jedna z przygód Sherlocka Holmesa, napisana przez sir Arthura Conana Doyle’a. Pierwsza publikacja w „The Strand Magazine” (luty-marzec 1922) i równocześnie w „Hearst’s International Magazine”. Wydanie książkowe w zbiorze Księga przypadków Sherlocka Holmesa w czerwcu 1927. 
Inny tytuł Niezwykłe wydarzenia na moście Thor lub Zagadkowa śmierć przy moście Thor.

## Fabuła
Amerykański milioner Neil Gibson, zwany królem złota, udaje się do Sherlocka Holmesa z prośbą o pomoc. Jego żona, Maria Pinto, została wieczorową porą znaleziona martwa przy moście łączącym brzegi stawu zarośniętego sitowiem. Przyczyną zgonu był strzał w głowę. Podejrzenia padają na guwernantkę, Grace Dunbar. W jej pokoju znaleziono broń, której kaliber odpowiada kuli wydobytej z głowy ofiary. W dłoni denatki leżała zaciśnięta kartka potwierdzająca spotkanie przy moście, podpisana przez guwernantkę. Oskarżona przyznaje, że wieczorem była w pobliżu mostu, poza tym widział ją tam przechodzący wieśniak. Grace przyznaje się też do napisania wspomnianej kartki, resztę wyjaśnień odkłada do rozprawy sądowej.
Gibson twierdzi, że panna Dunbar jest niewinna. Sherlock Holmes zapytuje klienta, co łączy go z guwernantką. Gibson wpierw zaprzecza, jakoby było to cokolwiek wykraczającego poza kontakty zawodowe, po czym oburzony wychodzi z mieszkania detektywa. Po chwili wraca i z trudem przyznaje, iż zakochał się w kobiecie młodszej od jego żony. Guwernantka natomiast nie chciała zostać jego kochanką. Porzuciłaby posadę, lecz pozostała mając rodzinę na utrzymaniu.
Holmes i doktor Watson przybywają do posiadłości milionera. Od zarządcy słyszą wiele cierpkich słów na temat pryncypała. Gibson tyranizował swą żonę, poniżał ją publicznie.
Miejscowy policjant sierżant Coventry sugeruje, że zabójcą żony był Gibson. Broń należała do niego.
Przy oględzinach mostu detektyw zauważa świeży odprysk na kamiennej balustradzie. Wraz z Watsonem przeprowadzają eksperyment, wykazujący bezzasadność podejrzeń wobec guwernantki. Jak dedukuje Holmes, zdruzgotana wypaleniem ich miłości pani Gibson popełniła samobójstwo, jednocześnie aranżując okoliczności w taki sposób, by znienawidzona przez nią panna Dunbar została stracona za zabójstwo.

## Ekranizacje
- 1968 w serialu BBC, w roli Holmesa Peter Cushing[2]
- 1991 w serialu Granada TV, w roli Holmesa Jeremy Brett[3]

## Słuchowiska radiowe
- 1979 (Holmes Piotr Fronczewski, Watson Jerzy Tkaczyk)[4]